# 6つの協奏曲 作品11 (ヴィヴァルディ)
『6つの協奏曲』（伊: Sei concerti）作品11は、アントニオ・ヴィヴァルディ作曲による11番目の出版曲集。1729年にオランダ、アムステルダムの出版社ミシェル＝シャルル・ル・セーヌから出版された。

## 作品内容
1番から5番までは独奏ヴァイオリンのための協奏曲、第6番は独奏オーボエのための協奏曲で、作品9『ラ・チェトラ』の第3番にヴァイオリン協奏曲として編曲されて収録されている。実質的には作品12の『6つの協奏曲』と合わせて1つのセットと考えられる。第2番の『お気に入り』 (Il favorito) と第5番（RV 202）は、ヴィヴァルディが神聖ローマ皇帝カール6世に直接献呈した手稿譜版の『ラ・チェトラ』の中の曲、従って完全な新作は3曲のみとなっている。緩徐楽章には細かい装飾音型が書き込まれており、ヴィヴァルディの考えていた装飾音がどのようなものか知る事ができる。

## 曲目
- 協奏曲第1番 ニ長調 RV 207 ヴァイオリン、弦楽合奏、通奏低音のための
Allegro
Largo
Allegro
- 協奏曲第2番 ホ短調『お気に入り』 (Il favorito) RV 277 ヴァイオリン、弦楽合奏、通奏低音のための
Allegro
Andante
Allegro
- 協奏曲第3番 イ長調 RV 336 ヴァイオリン、弦楽合奏、通奏低音のための
Allegro
Largo e cantabile
Allegro
- 協奏曲第4番 ト長調 RV 308 ヴァイオリン、弦楽合奏、通奏低音のための
Allegro
Largo
Allegro
- 協奏曲第5番 ハ短調 RV 202 ヴァイオリン、弦楽合奏、通奏低音のための
Allegro
Andante
Allegro
- 協奏曲第6番 ト短調 RV 460 オーボエ、弦楽合奏、通奏低音のための
Allegro
Largo e cantabile
Allegro